# Isosaari (Tampere)
Isosaari (finnois : grande île) ou Kuusniemen saari (finnois : île de Kuusniemi) est une île du quartier de Kämmenniemi à Tampere en Finlande.

## Présentation
L'ile de 43,4 hectares est située dans la baie Paarlahti du lac Näsijärvi.
Elle est située dans le village de Kuusniemi de l'ancienne commune de Teisko, à environ 18 kilomètres du centre de Tampere. 
L'île mesure environ 1,5 km de long et 300 mètres de large. 
Il y a plusieurs chalets de vacance sur l'île boisée,,,.
Une réserve naturelle de 1,6 hectare a été créée à l'extrémité ouest d'Isosaari en 1987. Il s'agit d'une forêt à feuilles caduques, dominée par les  tilleuls à petites feuilles et les  trembles. 
L'épipactis à larges feuilles y est abondant,.

## Villas historiques
Située sur le côté ouest, Kesämaa est une villa en bois de style Art nouveau conçue par l'architecte Wivi Lönn au XXe siècle. 
La maison a été construite pour Eino Sakari Yrjö-Koskinen, recteur du Lycée de Tampere. Après sa mort, la villa a été achetée par le professeur Herman Ossian Hannelius.
Selon une étude publiée par la ville de Tampere en 2008, Kesämaa a conservé son aspect très original. 
Elle est classée comme un site d'une grande importance architecturale et paysagère
,